# Flugzeugkollision von Dniprodserschynsk
Die Flugzeugkollision von Dniprodserschynsk war ein Zusammenstoß zweier Tupolew-Tu-134-Maschinen der Aeroflot am 11. August 1979. Beide Flugzeuge stürzten ab und alle Insassen kamen ums Leben. Ursache war ein Fehler des Fluglotsen.

## Flugzeuge
Die erste, fünf Jahre alte Tu-134A mit dem Kennzeichen CCCP-65816 war auf dem Flug SU7628 auf dem Weg von Woronesch nach Chișinău. Unter den Insassen befanden sich auch 17 Fußballspieler des damaligen sowjetischen Erstligisten Paxtakor Taschkent. Die andere, acht Jahre alte Maschine des Typs Tupolew Tu-134AK mit dem Kennzeichen CCCP-65735 war auf dem Flug SU7880 auf dem Weg von Donezk nach Minsk.

## Unfallhergang

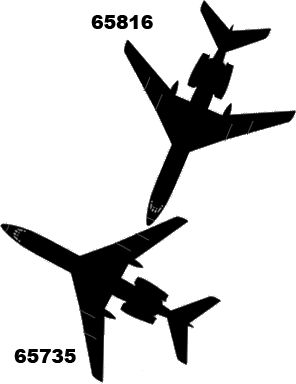
Grafik der ersten Kollision

Die Tu-134A und die Tu-134AK befanden sich beide auf 8400 Metern Höhe auf direktem Kollisionskurs. Der Fluglotse bemerkte dies und wies die Tu-134 AK an, auf 9000 Meter zu steigen. Der Fluglotse erhielt darauf einen undeutlichen Funkspruch, den er als Antwort der Tu-134AK interpretierte; der Funkspruch kam aber von einem anderen Flugzeug und die Tu-134AK blieb auf ihrer Höhe. Um 13:35 Uhr Ortszeit (10:35 UTC) kollidierten die beiden Tu-134 über Dniprodserschynsk in den Wolken. Die rechte Tragfläche der Tu-134AK schnitt in den vorderen Teil des Rumpfes der Tu-134A, wodurch die Insassen in diesem Bereich getötet wurden und es zu einer explosiven Dekompression kam. Das rechte Triebwerk der Tu-134AK wurde durch eingesaugte Trümmerteile beschädigt. Beide Flugzeuge drehten sich um ihre vertikale Achse (die Tu-134A im Uhrzeigersinn und die Tu-134AK gegen den Uhrzeigersinn) und kollidierten erneut, wobei das linke Triebwerk der Tu-134A das Seitenleitwerk der Tu-134AK traf und ein Teil des Seitenleitwerks und damit auch das gesamte Höhenleitwerk der Tu-134AK abriss. Durch die zweite Kollision zerbrach die Tu-134A in mehrere Teile. Die Piloten der Tu-134AK versuchten eine Notlandung, doch in 4300 Meter Höhe verloren sie die Kontrolle über das Flugzeug, das in einen Sturzflug überging und abstürzte. Alle 178 Insassen beider Flugzeuge starben.